# Konusj (distrikt i Bulgarien, Plovdiv)
Konusj (bulgariska: Конуш) är ett distrikt i Bulgarien.   Det ligger i kommunen Obsjtina Asenovgrad och regionen Plovdiv, i den centrala delen av landet, 160 km sydost om huvudstaden Sofia.
Trakten runt Konusj består till största delen av jordbruksmark. Runt Konusj är det ganska tätbefolkat, med 96 invånare per kvadratkilometer.